# Болести, предавани по полов път
Болести, предавани по полов път (БПП) или Сексуално предавани болести (СПБ) се предават между партньорите посредством някаква форма на сексуална активност, най-често при вагинален, орален или анален секс. В по-старата литература, тези заболявания се наричат венерически болести или срамни болести, но през последните години се предпочита терминът сексуално предавани инфекции, който носи по-широк смисъл – болните лица могат да бъдат заразени и могат да заразяват други без да проявяват симптоми на заболяване. Също така някои от инфекциите може да се разпространяват чрез използвани медицински игли, както и при раждане или кърмене. Сексуално предаваните болести са известни от стотици години.

## Определение
До 90-те г. на ХХ век полово предаваните болести са били наричани венерически болести – по името на римската богиня на любовта Венера.
В общественото здравеопазване се използва терминът сексуално преносима инфекция. Важно е да се разбере разликата между болест и инфекция. Инфекция означава, че микроб – вирус, бактерия или паразит – който може да причини заболяване, се намира в човешкото тяло. Не е задължително заразеният човек да развие симптоми или знаци, че вирусът или бактерията са в неговото тяло; не е необходимо човек да се чувства зле. Болест означава, че инфекцията кара човек да се чувства зле или да забелязва нещо нередно. По тази причина терминът сексуално преносима инфекция е много по-широк термин от сексуално преносима болест.
В частност, терминът сексуално преносима болест се отнася до инфекция, която има симптоми. Тъй като, в повечето от времето, хората не знаят, че са заразени, докато не развият симптоми на болестта, хората използват термина болест, вместо инфекция.
Сексуално преносимите инфекции засягат лица в активна полова възраст и предизвиква сериозни последици в човешкия организъм, обществото и поколението. Те се разпространяват спорадично, епидемично, а при някои от тях се наблюдават и пандемии. Така например човечеството се намира в състояние на трета пандемия от вирусни хепатити и първа пандемия от СПИН.
Друга група болести могат да се предават и при полов контакт, но това не е основният начин на предаване. Такива са салмонелоза, амебиаза, грип, различни причинители на менингит и пневмония. Въпреки това, че се предават и при полов път този начин не е основен и почти няма отношение в процеса на предаването на инфекцията. Поради това и самите заболявания не са включени в групата на болестите, предавани по полов път.

## История
Първият известен епидемичен взрив на болест предавана по полов път е настъпилият бум на сифилис сред френските войски обсадили Неапол през 1494 г. Оттук заболяването мълниеносно се разпространява из цяла Европа. Сифилисът поразявал хората като цялото им тяло се покривало с пустули, стигало се дори до „падане“ на лицата и след няколко месеца водело до фатален край. В епидемията от 1546 г. сифилисът се проявявал с характерни признаци, които и днес се описват в учебниците по медицина. Сифилисът бил причина за смъртта на милиони души в Европа в продължение на няколко столетия.
Първата болница за лечение на венерически болести е основана през 1746 г. в Лондон. Лечението не винаги е било доброволно. През втората половина на 19 век, Законът за заразните болести във Великобритания позволявал да бъдат арестувани съмнителни проститутки.
През 1902 г. е проведен Международен конгрес за борба с венерическите болести, на който е взето решение да се препоръча организирането на противовенерични диспансери с цел контрол на болестите, предавани по полов път. Първото ефективно лекарство за лечение на сифилис е открития през 1906 г. арсфенамин. С откриването на антибиотиците голям брой от полово предаваните болести стават лечими. Съчетаването им с активни кампании за изкореняването им сред хората през 60-те и 70-те болестите, предавани по полов път, престават да бъдат сериозна медицинска заплаха за човечеството. За лечението е много важно да се проследят и тестват за заболяване и партньорите на лекувания пациент.
През 80-те години на XX век две заболявания се превръщат в сериозен бич за човечеството. Това са гениталния херпес и СПИН. Сред публичното съзнание тези две болести са известни като предавани по полов път, които не могат да бъдат излекувани от съвременната медицина. Сред тях СПИН има дълъг латентен период без да се проявят клинични симптоми. През това време обаче заразеният може да предава болестта на своите партньори.
Утвърдените на 1 февруари 1879 г. от княз Дондуков-Корсаков „Временни правила за устройството на медицинската част в България“ първи поставят въпроса за лечението и профилактиката на венерическите болести. Това е първият официален здравен документ, съставен след Освобождението на България съобразно руското здравно законодателство по онова време и имащ силата на закон.
През 1880 г. за лечение в българските държавни болници са приети 1739 болни от сифилис. Това представлявало 14% от настанените за лечение през същата година. Първото кожно-венерическо отделение в България е открито в през 1893 г. в София. Създадено е в Александровската болница, а негов ръководител е бил д-р Стоянович с ординатор – д-р Богомил Берон. След основаването на Медицински факултет към Софийски университет през 1918 г. се създава и първата в страната Катедра по кожни и венерически болести. Неин ръководител е проф. Богомил Берон, който в периода 1926 – 1927 г. става и декан на Медицинския факултет. В годините 1924 – 1925 г. проф. Берон разкрива, организира и ръководи първия диспансер за венерически заболявания в България. През 1936 г. той дарява собствени средства и организира построяването на самостоятелно сграда за диспансера. Сградата днес представлява Клиника по кожни и венерически болести към Александровска болница. С решение на МНСЗГ от 25 април 1951 година се одобряват общите положения за кожно-венерологичните диспансери. Съгласно Наредбата на министерството се създават 12 окръжни кожно-венерологични диспансера и един градски в София.

## Разпространение
Болестите, предавани по полов път са повсеместно разпространени. Някои от тях се наблюдават във всички страни по света (сифилис, микоплазмени и урогенитални инфекции, трихомоназа, венерически брадавици, СПИН и други). Други от тях обаче са концентрирани в определени нозогеографски райони (мек шанкър, донованоза, ингвинална лимфогрануломатоза и други). Такива са основно страните с тропичен климат.
Полово предаваните заболявания се разпространяват при сексуална активност посредством допир или обмяна на телесни течности (сперма, вагинални течности, кръв и др.) Рискът от разпространението им по време на секс може да бъде съществено намален при правилна употреба на неповреден презерватив.
СПИН днес е най-голямата причина за смъртност в Субсахарска Африка. По-голямата част от заразените с ХИВ са се заразили при полов контакт с болен. Хепатит B е класифицирана към групата на тези болести, защото може да бъде предадена и по полов път. В световен мащаб болестта има най-висок ръст в страните от Азия и Африка и по-нисък в Америка и Европа. В световен мащаб около два милиарда души са заразени от вируса на хепатит B.

## Видове полово предавани болести

### Бактериални
- Мек шанкър, причинен от Haemophilus ducreyi
- Хламидиоза, причинен от Chlamydia trachomatis
- Ингвинален гранулом, причинен от Klebsiella granulomatosis
- Гонорея, причинена от Neisseria gonorrhoeae
- Сифилис, причинена от Treponema pallidum

### Гъбични
- Микоза на ингвиналните гънки, вероятно заболяването се предава и по полов път. Причинява се от гъбичките Trichophyton rubrum и по-рядко Candida albicans, Trichophyton mentagrophytes и Epidermophyton floccosum.[15]
- Кандидоза, причинява се от гъбичката Candida albicans.

### Вирусни
- Хепатит B (Hepatitis B virus, HBV) – чрез слюнка, полови секрети
- Herpes simplex (Herpes simplex virus 1 и 2, HSV) – чрез кожен и лигавичен контакт, преносим със или без видими мехури
- Ретровируси като XMRV, HTLV или HIV/СПИН – чрез полови секрети, сперма, кърма, кръв
- Човешки папиломен вирус, HPV – чрез кожен и лигавичен контакт. Високорисковите HPV причиняват повечето видове рак на маточната шийка, рак на ректума, пениса и вулвата, както и генитални брадавици.
- Заразен молуск (Molluscum contagiosum virus, MCV) – чрез близък контакт

### Инсекти
- Въшливост, причинено от срамната въшка Phthirius pubis
- Краста, причинено от крастния кърлеж Sarcoptes scabiei

### Протозойни
- Трихомоноза, причинено от едноклетъчния паразит Trichomonas vaginalis

## Епидемиологични особености